# Arapiles
Arapiles es un municipio y localidad española de la provincia de Salamanca, en la comunidad autónoma de Castilla y León. 
Su término municipal está formado por las localidades de Arapiles, El Ventorro, La Pinilla, Las Torres y Orejudos, ocupa una superficie total de 25,26 km² y según los datos demográficos elaborados por el INE en el año 2024, cuenta con una población de 739 habitantes.

## Geografía
Integrado en la comarca de Campo Charro, se sitúa a 11 kilómetros de Salamanca. El término municipal está atravesado por la Autovía Ruta de la Plata (A-66) y por la carretera nacional N-630, entre los pK 345-348 y 351, además de por carreteras locales que permiten la comunicación con Calvarrasa de Arriba y Miranda de Azán. 
El relieve del municipio es predominantemente llano, aunque cuenta con algunos cerros aislados dispersos. La altitud oscila entre los 908 metros al este (Arapil Grande) y los 816 metros al noroeste. El pueblo se alza a a 840 metros sobre el nivel del mar. 
| Noroeste: Salamanca y Aldeatejada    | Norte: Salamanca | Nordeste: Carbajosa de la Sagrada                    |
| Oeste: Miranda de Azán y Aldeatejada |                  | Este: Carbajosa de la Sagrada y Calvarrasa de Arriba |
| Suroeste: Miranda de Azán            | Sur: Mozárbez    | Sureste: Terradillos                                 |

## Historia

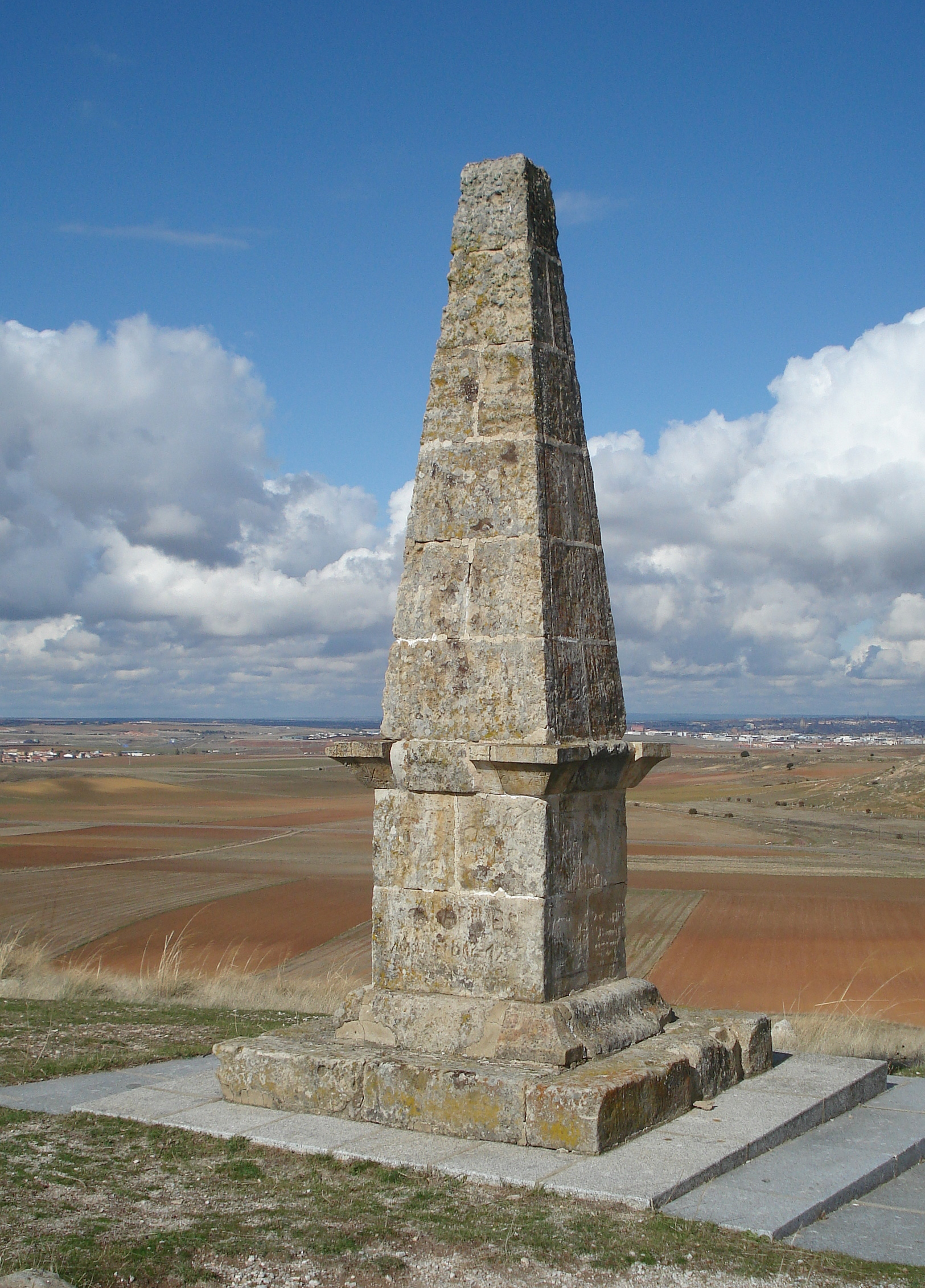
Monolito conmemorativo de la batalla de Arapiles

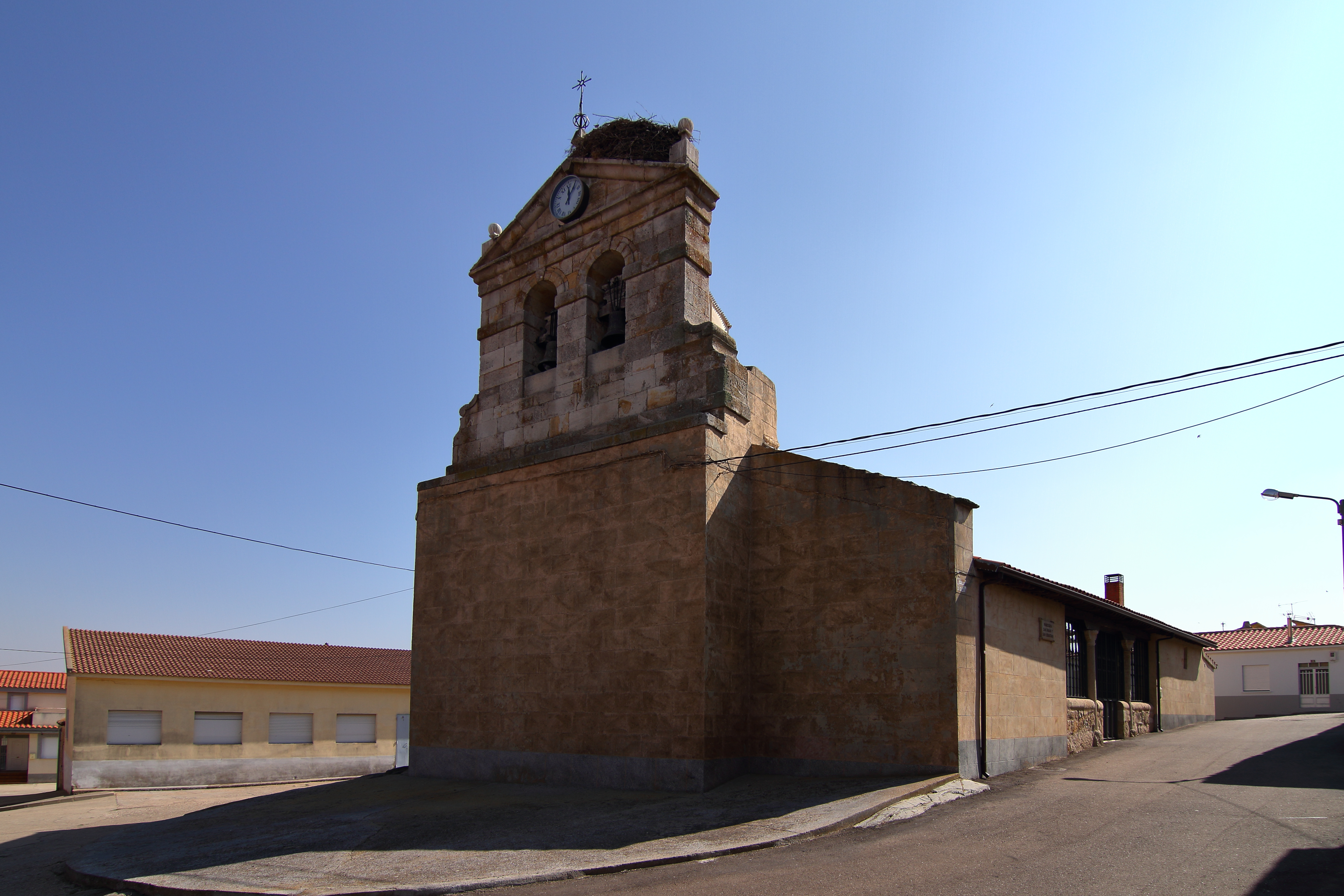
Iglesia parroquial de San Fabián y San Sebastián

Su fundación se remonta a la repoblación efectuada por los reyes de León en la Edad Media, quedando integrado en el cuarto de Peña del Rey de la jurisdicción de Salamanca, dentro del Reino de León.
El 22 de julio de 1812, en los cerros que hay en sus inmediaciones, se dio la importante batalla de Arapiles, en la que las tropas aliadas, españolas, inglesas y portuguesas, mandadas por el duque de Wellington, vencieron a las francesas comandadas por Auguste Marmont, hecho de especial relevancia para la localidad, conocida especialmente por este hecho debido a lo trascendental de la batalla de Arapiles en la guerra de la Independencia española.
Con la creación de las actuales provincias en 1833, Arapiles quedó encuadrado en la provincia de Salamanca, dentro de la Región Leonesa, división territorial que se mantiene vigente en la actualidad.

## Geografía humana

### Demografía
Cuenta con una población de 739 habitantes (INE 2024).
| Gráfica de evolución demográfica de Arapiles entre 1842 y 2021 |
| |
| Población de derecho según los censos de población del INE Población de hecho según los censos de población del INEEntre el censo de 1981 y el anterior, crece el término del municipio porque incorpora a 37326 (Las Torres) |

### Núcleos de población
El municipio se divide en varios núcleos de población, que poseían la siguiente población en 2017 según el INE.

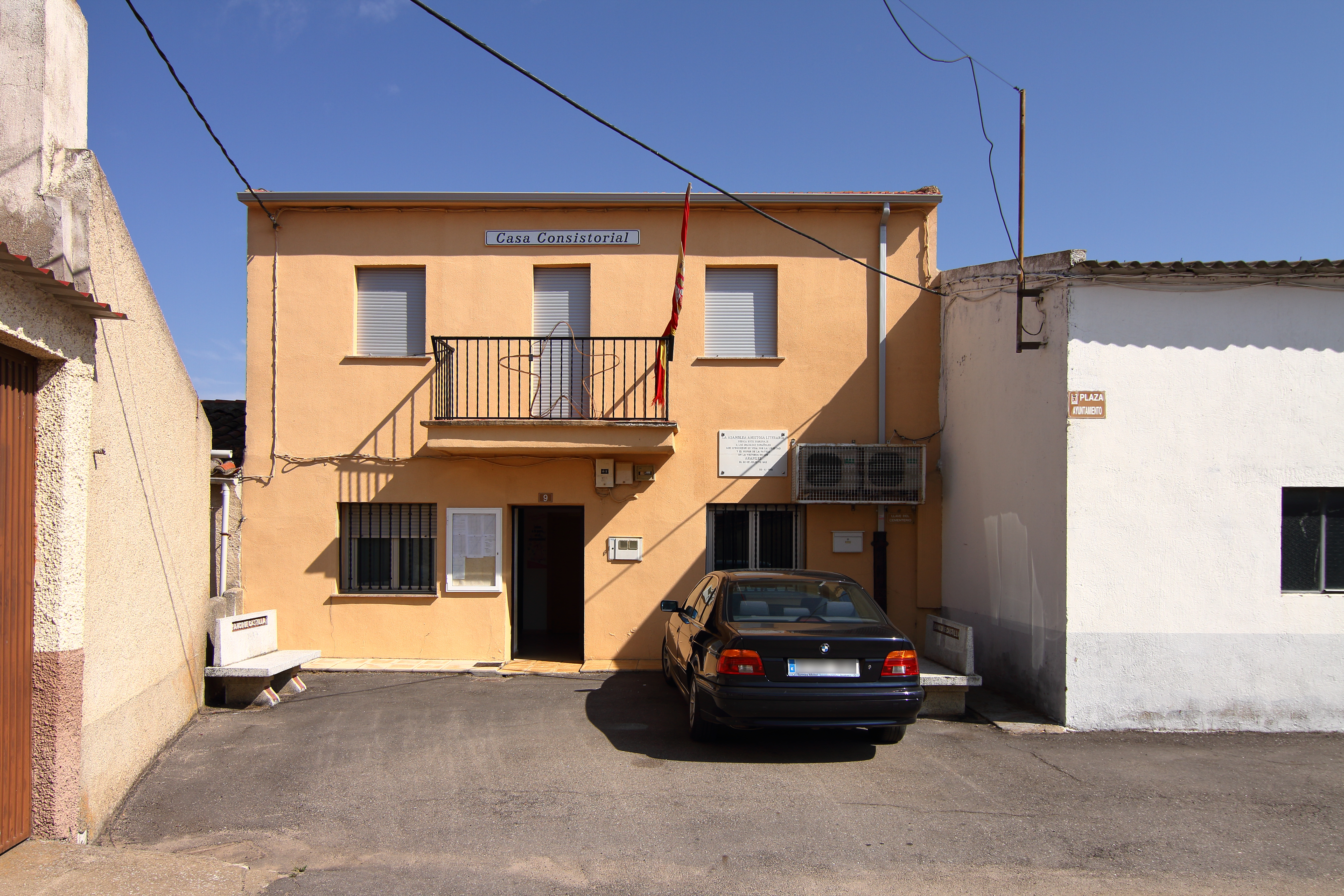
Casa Consistorial.

| Núcleo de población | Población |
| ------------------- | --------- |
| Arapiles            | 356       |
| Las Torres          | 270       |
| El Ventorro         | 16        |
| La Pinilla          | 11        |
| Orejudos            | 0         |

### Transporte
El municipio está muy bien comunicado por carretera, atravesándolo la carretera nacional N-630 que une Gijón con Sevilla y permite dirigirse tanto a la capital provincial como a otros núcleos cercanos, en paralelo a esta carretera discurre la autovía Ruta de la Plata que tiene el mismo recorrido que la nacional y que cuenta con varias salidas directas en Arapiles, permitiendo unas comunicaciones más rápidas con el resto del país. Además en el municipio, en el entronque con la N-630, finaliza la carretera DSA-106, que lo une hacia el noreste con Calvarrasa de Arriba y surge la DSA-202 que conecta con Miranda de Azán. 
En cuanto al transporte público se refiere, tras el cierre del Ferrocarril Ruta de la Plata, que pasaba por el municipio y tenía parada en el mismo, no existen servicios de tren en el municipio ni en los vecinos, ni tampoco línea regular con servicio de autobús. Por otro lado el aeropuerto de Salamanca es el más cercano, estando a unos 23 km de distancia.

## Administración y política
| Partido político                         | 2023  | 2023  | 2023       | 2019  | 2019  | 2019       | 2015  | 2015  | 2015       | 2011  | 2011  | 2011       | 2007  | 2007  | 2007       | 2003  | 2003  | 2003       |
| Partido político                         | %     | Votos | Concejales | %     | Votos | Concejales | %     | Votos | Concejales | %     | Votos | Concejales | %     | Votos | Concejales | %     | Votos | Concejales |
| Partido Popular (PP)                     | 51,92 | 243   | 4          | 32,34 | 141   | 2          | 52,28 | 195   | 4          | 35,71 | 140   | 3          | 50,13 | 187   | 4          | 67,74 | 252   | 5          |
| Partido Socialista Obrero Español (PSOE) | 47,64 | 223   | 3          | 36,70 | 160   | 3          | 46,11 | 172   | 3          | 27,30 | 107   | 2          | 20,11 | 75    | 1          | 30,65 | 114   | 2          |
| Ciudadanos (Cs)                          | —     | —     | —          | 29,82 | 130   | 2          | —     | —     | —          | —     | —     | —          | —     | —     | —          | —     | —     | —          |
| Coalición SI por Salamanca (SI)          | —     | —     | —          | —     | —     | —          | —     | —     | —          | 35,20 | 138   | 2          | —     | —     | —          | —     | —     | —          |
| Unión del Pueblo Salmantino (UPSa)       | —     | —     | —          | —     | —     | —          | —     | —     | —          | —     | —     | —          | —     | —     | —          | 2,04  | 2     | 0          |

## Personalidades
- José de la Cruz (1786-1856), militar español que luchó en el ejército realista durante la guerra de la Independencia española y durante la guerra de independencia en el Virreinato de Nueva España.